# 豪赫蒂夫

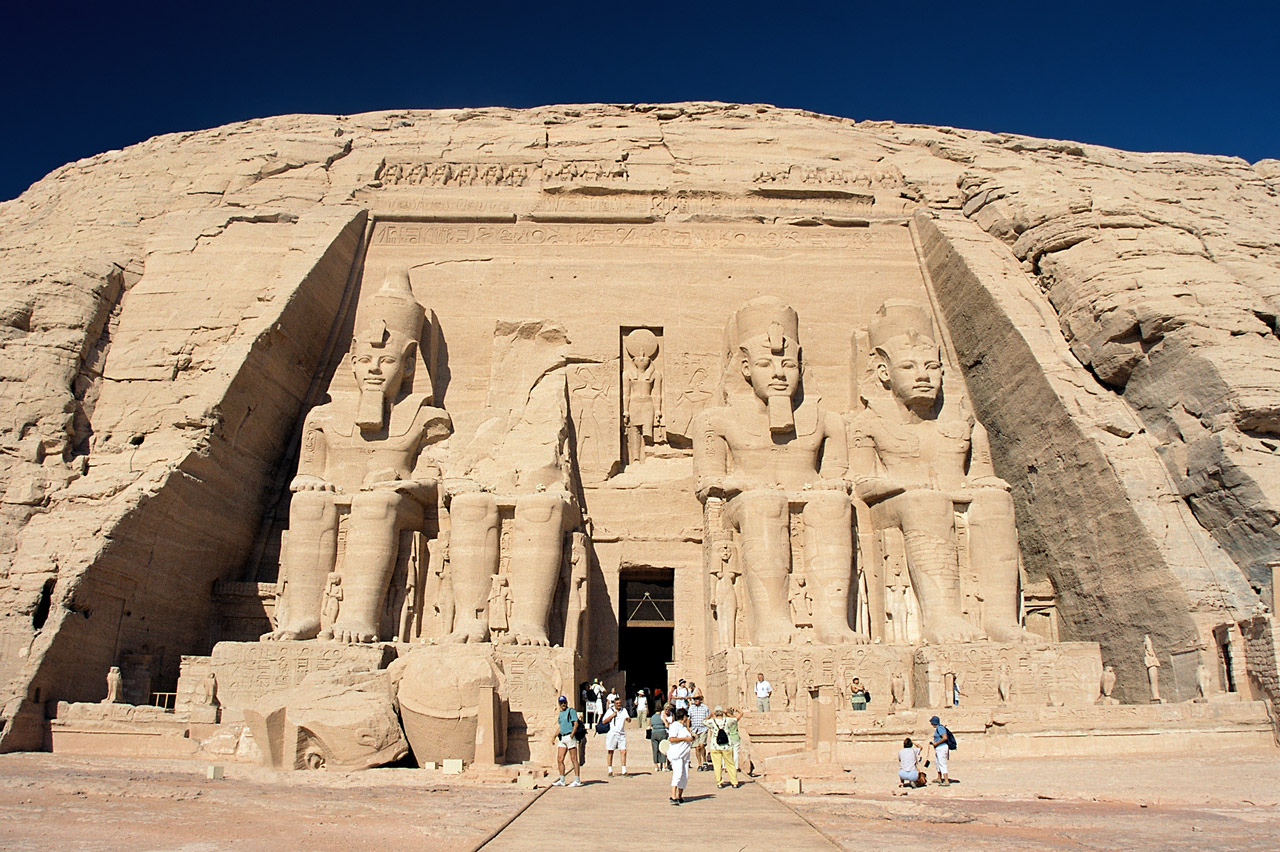
由于尼罗河水位提高而被迫迁移的阿布辛拜勒石庙，石庙后附的石壁为人工制作。

豪赫蒂夫（Hochtief Aktiengesellschaft，法兰克福证券交易所：HOT），是一家德国最大的建筑施工公司。其总部位于德国埃森，业务遍及全球。在美国，其子公司特纳公司（Turner Corporation）为美国建筑市场规模最大的公司之一，在澳大利亚，其子公司CIMIC集團（前身為禮頓集团）为澳大利亚建筑市场规模最大的公司，截至2017年，豪赫蒂夫共5家法人子公司，总员工53890人。其中除豪赫蒂夫机场公司（HOCHTIEF AirPort）主要涉足机场管理领域外，其他四家的经营范围全部为建筑领域项目策划、融资、建筑施工和运作。2004年，豪赫蒂夫总销售额达119.4亿美金，其中80%来自德国以外的国际市场。
豪赫蒂夫创建于19世纪70年代，100多年的历史中，公司完成众多大型建筑施工项目的建造，如埃及阿布辛拜勒神庙迁移工程（因修建阿斯旺水坝致使尼罗河水位上升而将其进行整体迁移保护），新雅典国际机场，德国第一座核电站 等。此外，豪赫蒂夫也以修建鲍豪斯建筑学派许多著名建筑著称，尤其是它建造的关税同盟煤矿 和稍后建造在萨克森-安哈尔特州德绍城重建的Kandinsky-Klee house，两件作品至今都已被为联合国教科文组织确定为世界文化遗产。但是，豪赫蒂夫的声誉却因其在二战与德国纳粹的密切关系和强迫工人劳动而有所折损。它为德国纳粹建造许多知名建筑，如柏林的元首地堡（希特勒自杀地点）、希特勒的别墅贝格霍夫和纳粹军的军事指挥部狼穴等。豪赫蒂夫近些年也有许多知名工程问世，如土耳其的博斯普鲁斯海峡跨海大桥，沙特阿拉伯的阿卜杜勒·阿齐兹国王国际机场 和法兰克福的商品交易会大厦 和法兰克福商业银行大厦。

## 公司结构
豪赫蒂夫在全球共5家分支机构，分别为：
- 豪赫蒂夫发展公司（HOCHTIEF Development）
- 豪赫蒂夫工程服务美洲业务部	（HOCHTIEF Construction Services Americas）
- 豪赫蒂夫工程服务亚太业务部（HOCHTIEF Construction Services Asia Pacific）
- 豪赫蒂夫工程服务欧洲业务部（HOCHTIEF Construction Services Europe）
- 豪赫蒂夫机场公司（HOCHTIEF AirPort）

持有CIMIC（原禮頓建築）73.82%股權
除豪赫蒂夫发展公司和豪赫蒂夫机场公司在全球范围内提供服务外，其他三家均为区域性公司，亚太业务部主要负责亚洲及太平洋地区事务外，但也参与南非康肯（Concor）公司和澳大利亚雷顿公司的部分管理；美洲业务部主要负责美州事务，同时也参与美国子公司特纳公司（1999年兼并）、加拿大AECON公司（控股48％）及南美洲两家子公司，巴西Brasil S.A.和阿根廷Argentina S. A.的管理。
1997年，豪赫蒂夫将所有的机场业务整合，成立了豪赫蒂夫机场公司，主要从事于大型机场的调度管理工作，至今它的持股机场有希腊雅典国际机场、德国杜塞尔多夫国际机场、德国汉堡机场、澳大利亚京斯福特·史密斯国际机场和和一家控股机场阿尔巴尼亚地拉那特蕾莎修女国际机场。
豪赫蒂夫公司类型为德国特有的Aktiengesellschaft，大致等同于可公开上市的有限责任公司。豪赫蒂夫公司在德国全部两家证券交易所，法兰克福证券交易所和Börse München挂牌上市，Börse München均使用Xetra系统，其股价对MDAX股票指数有重要影响。

## 历史

### 早年历史

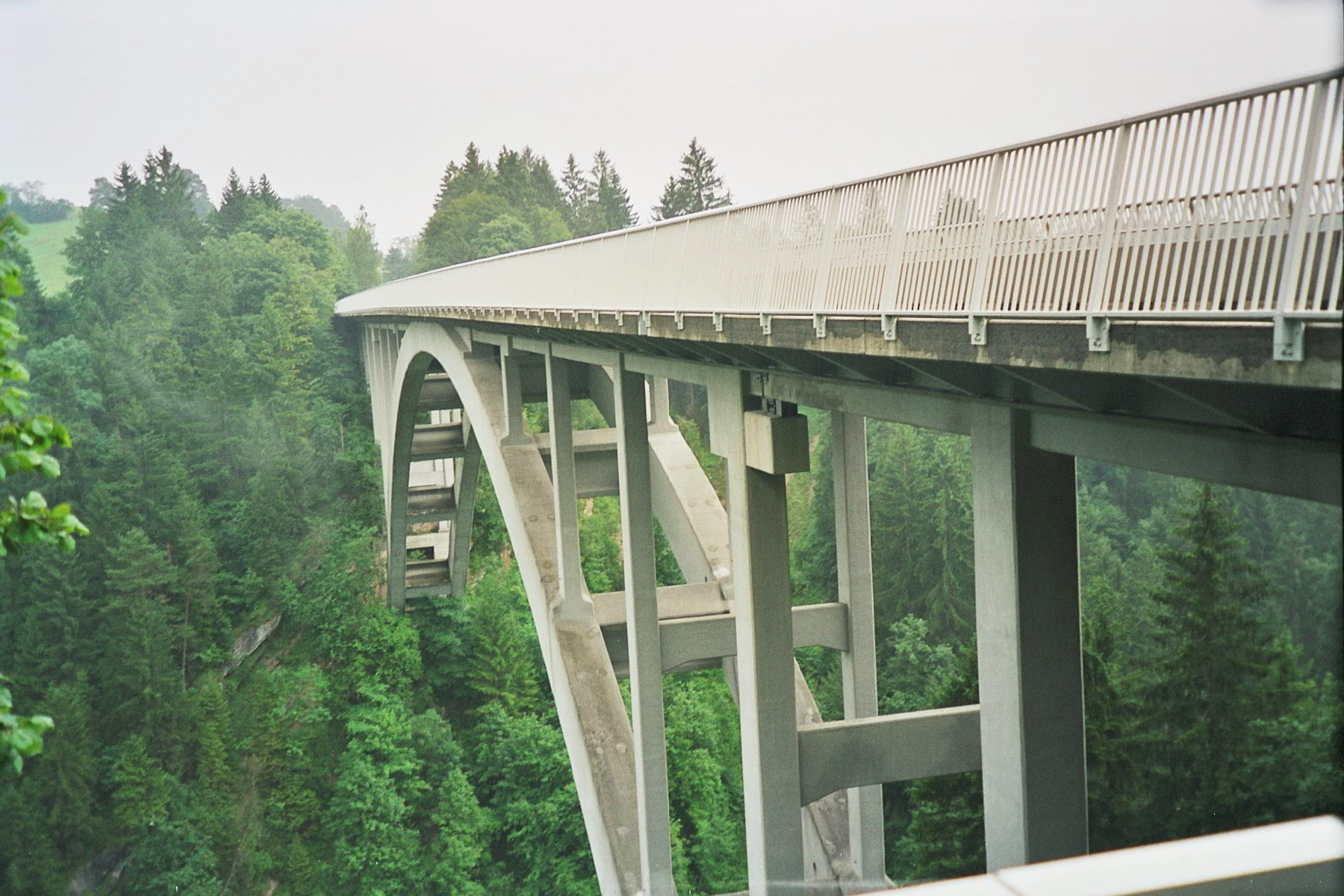
Echelsbach大桥，于1929年完工

豪赫蒂夫创建于1873年（它第一次被提起是在一本当地住址名册上），创建者为海尔夫曼（Helfmann）家族的巴尔塔萨（Balthasar）和菲利普（Philipp）兄弟，两兄弟出生在黑森州凯尔斯特巴赫小镇，定居在法兰克福附近的小镇波恩海姆（Bornheim），巴尔塔萨原是一名机修工，菲利普原是一名木材商，当时巴尔塔萨接手完成了一个施工项目，菲利普给他帮忙打点财务，随后两兄弟便创建了豪赫蒂夫的前身海氏兄弟建筑公司（Gebrüder Helfmann, Bauunternehmer） 。公司成立后，第一个主要项目是1878年修建吉森大学，到80年代末，公司开始生产自己的材料，但是仍然仅是一个区域性公司，缓慢发展。1896年，巴尔塔萨逝世，随后菲利普接管了公司的管理权，并将其改制为一个股份有限公司，重新命名为建筑和土木工程公司。1899年，公司在Bad Orb小镇一个疗养院项目中接到一个大单，不仅接手普通的房屋施工项目，而且也接手了一些诸如道路、绿化等的室外工程，并负责整个项目的资金运作、工程管理，带着在这个项目中获得的宝贵经验，同年该公司又在意大利的热那亚接到了一个修建粮仓的总包项目，这个项目成为了该公司第一次接手的国外工程，也是首次使用钢筋混凝土的项目。同一年，菲利普逝世，菲利普的女婿汉斯·韦达曼（Hans Weidmann）随后接管了公司大权。

### 海氏兄弟之后

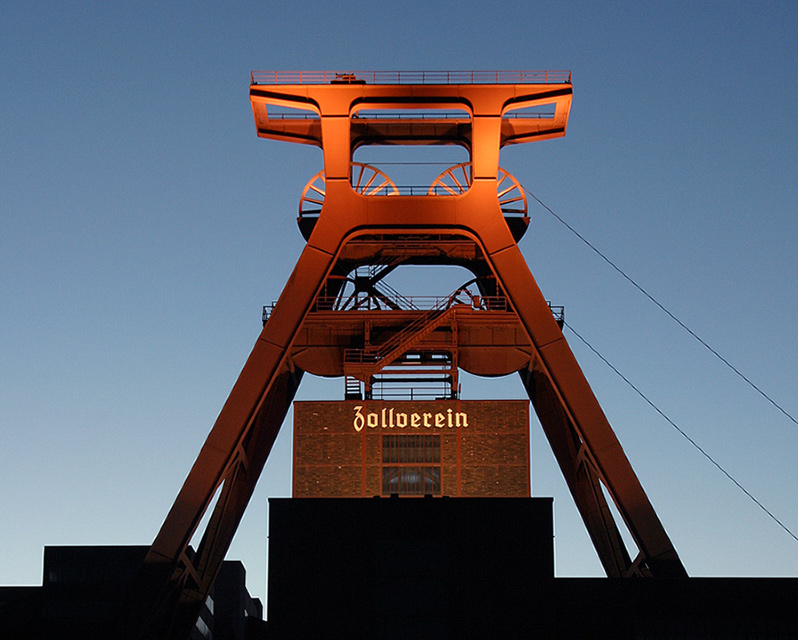
关税同盟煤矿，包浩斯建筑学派风格，世界遗产

进入20世纪，豪赫蒂夫成长十分迅速，但仍然很难与当时的德国一些大型建筑商抗衡。直到1921年，公司吸引了一大笔来自大实业家胡戈·斯廷内斯（被时代杂志描绘其因其拥有的巨额财富和广泛影响而成为德国的新帝王）的商业资金，1922年，豪赫蒂夫将它的基地移至埃森并加入了斯廷内斯集团（Stinnes group）。斯廷内斯计划在其所辖的所有施工项目中均使用豪赫蒂夫公司，同时第一次世界大战刚刚结束，根据凡尔赛条约的约定，德国需向法国赔偿大笔赔款，豪赫蒂夫抓住这个机会，试图将大批建筑材料作为赔款的一部分运往法国，然而斯廷内斯在1924年忽然死去，斯廷内斯的工业帝国也在同一年垮台，很快，豪赫蒂夫计划以建筑材料替代赔款的计划也泡汤而被法国实业家Guy Louis Jean de Lubersac取代，豪赫蒂夫处境极其艰难，最终在几家银行的支持下，才勉强度过难关，而免遭破产的厄运。斯廷内斯倒闭后，公共设施公司RWE和机电设备生产厂AEG成为了豪赫蒂夫最大股东，韦达曼也在1927年下台。
此后，豪赫蒂夫步入了一个稳定的发展阶段，一系列大型工程纷纷落成，包括Echelsbach大桥（当时德国跨度最大的钢筋混凝土桥），施鲁赫湖大坝（Schluchsee dam） 和关税同盟煤矿等，其中，关税同盟建筑师弗里·茨舒普（Fritz Schupp）和马丁·克莱默（Martin Kremmer）深受包浩斯建筑学派的影响，将许多包浩斯学派理念融入建筑之中，现在，关税同盟煤矿也作为包浩斯建筑学派的经典之作而被联合国教科文组织列入世界文化遗产。同期，豪赫蒂夫也完成有一些运河工程，如法国的摩泽尔运河工程 和比利时的艾伯特运河 工程。

### 从纳粹德国到战后重建

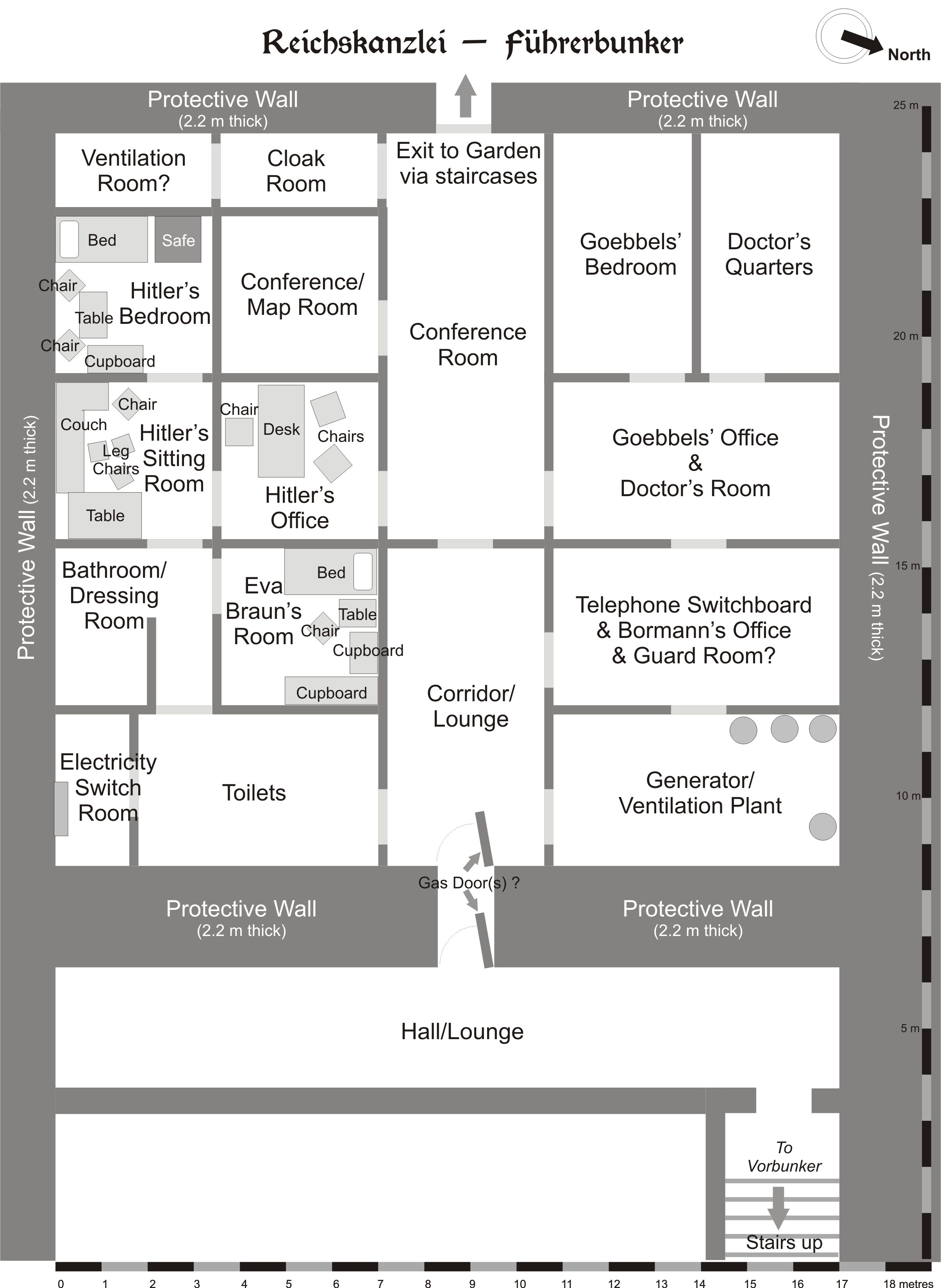
德国柏林元首地堡的重建平面图

在纳粹德国的统治下，根据1935年的出台的纽伦堡法案，所有犹太人被排除在管理委员会以外，虽然行政总裁甫根尼·弗格勒（Eugen Vögler）直到1937年才加入纳粹党，但他却一直积极地为纳粹提供各种服务，并在希特勒青年团任有一职。在这期间，豪赫蒂夫取得了巨大的繁荣，完成了德国高速公路网和许多战备工业设施，包括为欧宝公司在勃兰登堡建立一个新的卡车工厂，在纽伦堡建立一个新的军事指挥中心等众多项目。1936年，豪赫蒂夫总部从埃森移至它今天的总部所在地Rellinghauser Straße。随着战争的临近，豪赫蒂夫也开始了齐格菲防线的建造。
第二次世界大战开始后，豪赫蒂夫在欧洲的德军占领区建造了大量建筑，又在后期建造了大西洋壁垒，此外，豪赫蒂夫也为纳粹军首领希特勒本人建造了许多建筑，其中较著名的有巴伐利亚阿尔卑斯别墅、伯格霍夫别墅、拉斯腾堡的狼穴指挥部以及希特勒的自杀地点柏林的元首地堡 等。
1939年以后，豪赫蒂夫开始大量使用被迫劳动力进行施工，后期曾有过对其情况的详细调查，但是许多记录已被销毁。
二战即将结束阶段，豪赫蒂夫的许多分支公司纷纷倒闭，员工在苏联军队到达之前就已经逃跑，1945年3月豪赫蒂夫在埃森的总部遭到袭击，先前波兰和苏联领土内的但泽、哈雷、卡托维兹、柯尼斯堡、克拉科夫、莱比锡和马格德堡等多个城市的区域公司和工程中心也遭到炸弹的直接袭击，弗格勒也在同年4月14日自杀，阿图尔·康拉德（Artur Konrad）继任新的行政总裁。
战后初期，机器、设备和材料缺乏，工程量锐减，豪赫蒂夫仅能靠一些救援、清运、修复等简单的工作艰难维持 。在这期间，唯一值得一提的仅是波恩一个大学医院项目（1946年至1949年）。1948年，德国马克发行之后，德国的经济奇迹随之而来，豪赫蒂夫也展开了它又一个迅猛发展的时代。

### 复兴

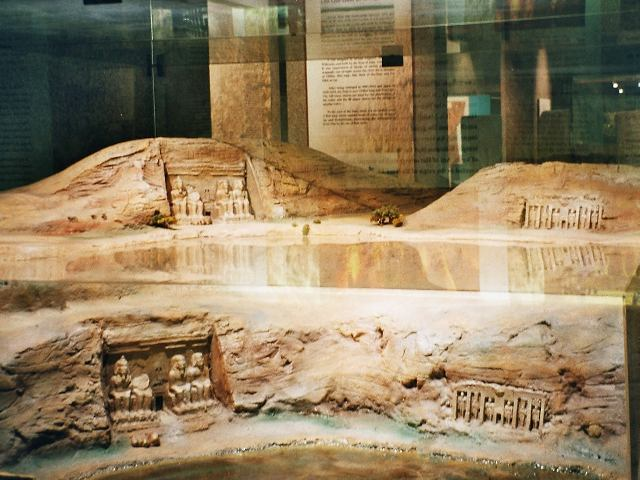
阿布辛拜勒神庙搬迁前后的位置

1950年，约瑟夫·墨勒（Josef Müller）继任豪赫蒂夫行政总裁，决力大举拓展海外市场，时值二战结束不久，各国百废待兴，豪赫蒂夫抓住这一时机，完成了许多的重大项目，主要有土耳其的一系列电力公共设施、埃及的一系列桥梁和冶炼厂工程等，这些项目的资金主要是来自第一世界的开发援助贷款。
进入60年代，豪赫蒂夫又在一个整体建筑迁移工程中大获成功，在埃及，因即将修建阿斯旺水坝将致使尼罗河水位上升，直接威胁尼罗河旁的古文明遗址阿布辛拜勒神庙，因此整个建筑需要被全部拆割，并在离尼罗河200米远，比原地点高65米处重新组装，这个项目由豪赫蒂夫成功完成，总金额约3600万美金。

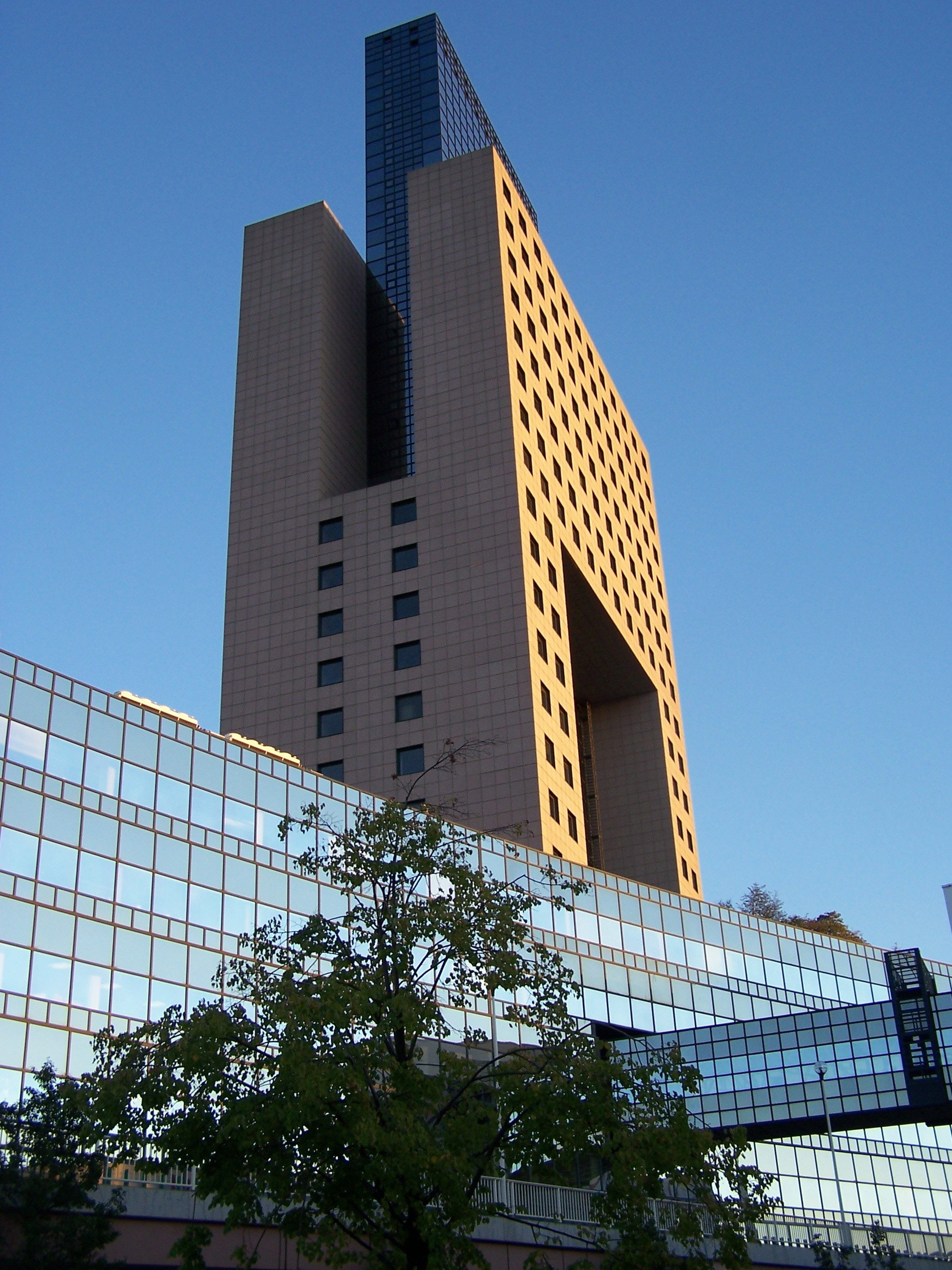
位于德国法兰克福风格奇异的Messe-Torhaus

进入60年代以后，豪赫蒂夫开始由原来单纯的施工建筑向提供更多技术服务、管理服务的总包经营模式转变，较为典型的工程是1961年至1963年在雅典建成的希尔顿酒店工程 。同一时期，德国的经济也处于飞速发展阶段，豪赫蒂夫在国内也接手了大量的电厂工程，其中包括联邦德国的第一座核电站卡尔核电站（Kahl Nuclear Power Plant） ，该电站1961年落成开始向电网供电，而民主德国的第一个核电站则晚于此五年在1966年才开始供电。
豪赫蒂夫也完成了大量的公共交通设施，如60年代阿根廷的Hernandarias Subfluvial Tunnel 和70年代德国汉堡的新易北河隧道 等。
到70年代中期，德国国内的建筑市场逐渐趋于稳定，国际市场却又蓬勃发展。到1980年，国际工程已占到豪赫蒂夫总营业额的50％。1981年完工了沙特阿拉伯当时最大的机场的中东沙乌地阿拉伯吉达机场成为公司的又一亮点 。

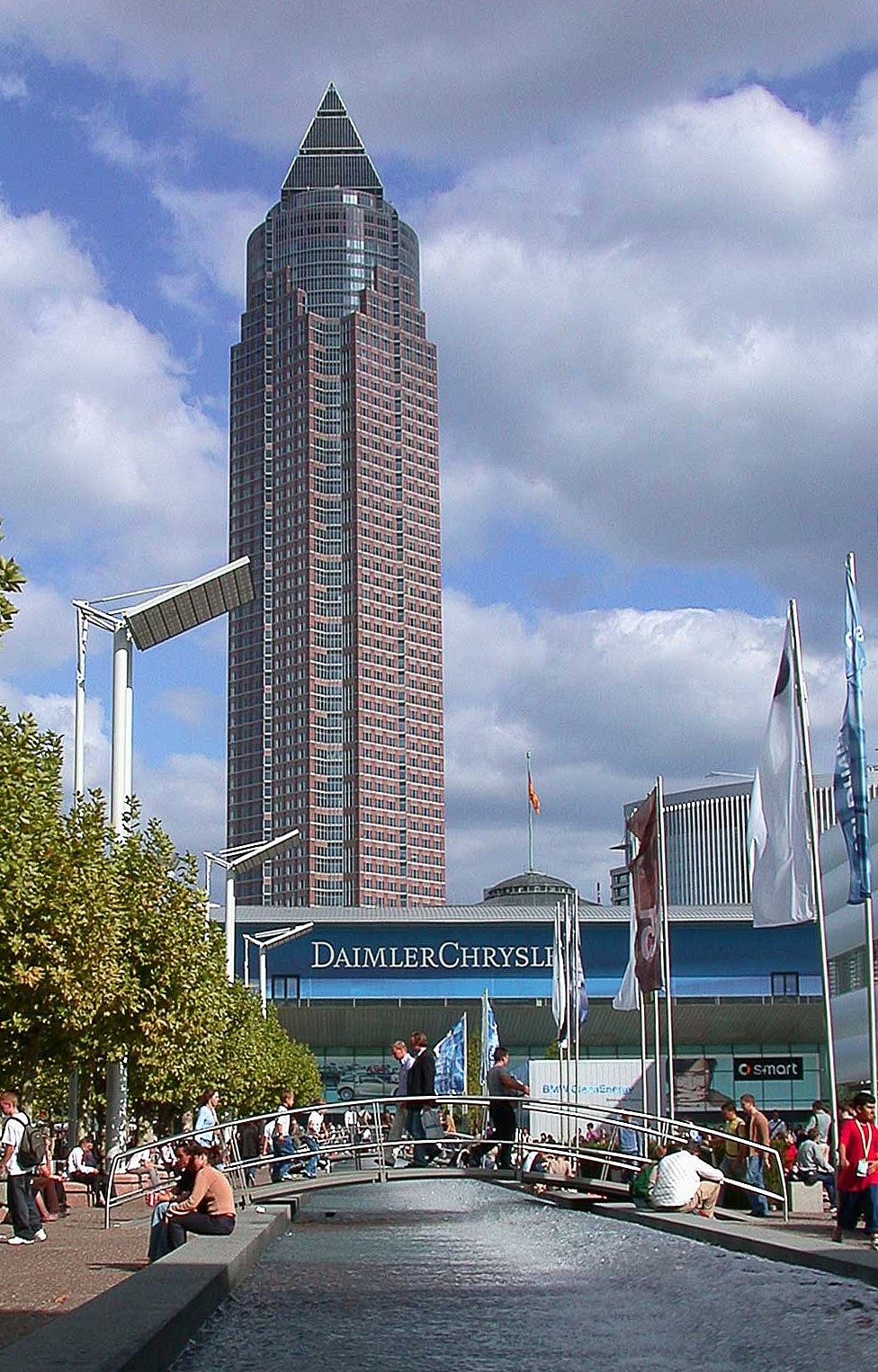
在1991年建成的法兰克福商品交易会大厦曾是当时欧洲最高建筑物

进入80年代，豪赫蒂夫开始遭遇了短暂的财政危机，国际建筑市场的萎缩使豪赫蒂夫又将主要精力转战至德国国内，1984年在法兰克福建造了风格奇异的Messe-Torhaus，1991年又在同一城市建造了当时欧洲最高的建筑物法兰克福商品交易会大厦，到90年代中期，豪赫蒂夫又建造了法兰克福商业银行大厦 将欧洲最高建筑的记录再次刷新，直至2003年，“欧洲第一高度”才被俄罗斯莫斯科的凯旋宫所替代。
20世纪90年代许多国家实行机场私有化，为豪赫蒂夫的机场管理业务的发展提供了绝佳的机会。90年代初，波兰华沙弗雷德里克肖邦机场需要进行整体升级，LOT波蘭航空难以承担巨额费用，豪赫蒂夫抓住机会，并以机场建后一定运营时期内的资金收入为代价，从一家银行获得占总额2/3的资金支持 ，于是豪赫蒂夫开始介入更多的项目运作内容，包括设备供应、资金运作、设施管理和软件升级等各项业务，执行总裁汉斯-彼得·凯尔（Hans-Peter Keitel）将这种模式描述为“系统指挥”，该项业务极大地帮助公司摆脱了一步步下滑的困境而重现两德统一时的繁荣景象。这种理念也被显著地应用到90年代末期的雅典国际机场项目中。
1999年，豪赫蒂夫通过合并特纳公司进军美国市场，2000年，豪赫蒂夫庆祝公司建成125周年庆典。庆典的一个重要部分是公司捐赠100万马克重建的Kandinsky-Klee House，这个建筑被作为包浩斯建筑学派的代表作之一曾被极力推崇，但由于纳粹对鲍豪斯运动的迫害，以及后世长期以来的忽视而使其遭到了严重的迫害。2000年2月4日，结束了为期两年的重建工作的Kandinsky-Klee House重新开放，取得极大轰动，至今，它已被联合国教科文组织确认为世界遗产。
2010年9月16日西班牙ACS集團成功收購豪赫蒂夫，共持有66.5%股權。

## 知名建筑
- 1928年－1929年：Echelsbach大桥，跨越德国巴伐利亚州的Ammer河[32]；
- 1929年－1931年：关税同盟煤矿，德国埃森[9]；
- 1929年－1931年：施鲁赫湖大坝（Schluchsee dam），德国黑森林施卢赫湖[33]；
- 1930年－1934年：艾伯特运河，比利时[35]；
- 1938年－1945年：齐格菲防线、大西洋壁垒、希特勒的贝格霍夫别墅、狼穴和元首地堡[12]；
- 1946年－1949年：波恩大学医院，德国波恩[37]；
- 1952年－1956年：萨里亚水坝（Sariyar dam），土耳其，安卡拉[37]；
- 1958年－1961年：卡尔核电站（Kahl Nuclear Power Plant），德国巴伐利亚州[7]；
- 1960年－1969年：Hernandarias Subfluvial Tunnel，阿根廷[38]；
- 1961年－1963年：雅典希尔顿酒店（Hilton Hotel, Athens），希腊，雅典[7]；
- 1963年－1968年：阿布辛拜勒神庙，神庙迁移，埃及[5]；
- 1969年－1975年：新易北河隧道（New Elbe Tunnel），德国，汉堡[39]；
- 1970年－1974年：博斯普鲁斯海峡跨海大桥，土耳其[13]；
- 1975年－1979年：港鐵樂富站，香港（與寶嘉、金門建築等聯營）；
- 1974年－1981年：阿卜杜勒·阿齐兹国王国际机场，沙特阿拉伯，吉达[14]；
- 1979年－1983年：香港仔隧道，香港（與寶嘉、金門建築等聯營）；
- 1979年－1985年：港鐵金鐘站，香港（與寶嘉、金門建築等聯營）；
- 1984年－1985年：Messe-Torhaus，德国，法兰克福[14]；
- 1988年－1991年：法兰克福商品交易会大厦，德国，法兰克福[15]；
- 1990年－1992年：华沙机场1号出口，波兰，华沙[40]；
- 1994年－1996年：商业银行大厦，德国，法兰克福[16]；
- 1996年－2000年：雅典国际机场，希腊[6]；
- 1998年－2000年：Kandinsky-Klee house重建，德国，德绍[10]；
- 2004年：Katima Mulilo Bridge，赞比亚和纳米比亚[42]；
- 2007年: - 今：Elbphiharmonie, 德国汉堡